# Seznam vedlejších mimozemských postav ve Futuramě
Toto je seznam vedlejších mimozemských postav seriálu Futurama.

## Cygnoid
Cygnoid se poprvé objevil v epizodě „A Leela of Her Own“. Velmi se podobají švábům a mají italsko-americký přízvuk. Je to odkaz na populární představu o špatných hygienických podmínkách mnohých rodin vlastnících rychlé občerstvení.
Rodina Cygnoid se přestěhovala do pizzérie poblíž Planet Express. Když je šli zaměstnanci Planet Express uvítat, zkusili nějaký druh pizzy. Posádka Planet Express však byla znechucena některými použitými ingrediencemi jako azbest nebo bahno, a tak se rozhodli dát majitelům pizzérie několik tipů. Během toho zjistí, že Cygnoidé nevědí, jak hrát blernsball a tak je vyzvali na zápas. Při tom zjistí, že Leela má tendenci házet vždy blernsball do soupeřova obličeje. Manažer slavného blernsballového týmu a zaměstná ji jako zábavný výstup pro jeho tým. Později je rodina Cygnoidů vidět, jak prodává pizzu na jednom Leelině zápase. To je naposled, kde jsou vidět až do epizody „Bender Should Not Be Allowed On TV“, kde měl otec cameo (štěk) jako člen F.A.R.T., Fathers Against Rude Television (Otcové proti televizním hrubostem).
Cygnoidové se také velmi krátce vyskytli na Fryově pohřbu v epizodě „The Sting“.

## Elzar
Elzar (* 25. ledna 2965) je čtyřruký šéfkuchař původem z Neptunu. Narodil se 26. ledna 2965. Vystupuje ve své vlastní kuchařské televizní show s názvem Essence of Elzar a vlastní několik restaurací jako Elsar's fine cuisine, nebo Kaverna na Zelené ulici. Stal se mimo jiné šampiónem v populární televizní kuchařské soutěži „Iron Cook“, která se konala v kuchyni Colosseum. Později ho ale porazil Bender. V seriálu má Elzar vedlejší roli a neutrální karmu. Postavu namluvil v původním anglickém znění John DiMaggio a do českého znění jej nadaboval Marek Libert.

## Hyperkohout
Hyperkohout je právník, zastupující členy firmy Planet Express. Ve svém oboru není nijak dobrý, nejen proto, že už není nejmladší. Postavu namluvil v původním anglickém znění Maurice LaMarche.

## Kif Kroker
Kif Kroker je „sluha“ (ve skutečnosti žádný sluha není, ale Zapp Brannigan po něm pořád vyžaduje menší práce) kapitána vesmírné lodi Zappa Brannigana, ale tato práce ho velmi nudí, považuje ji za nejponižující v celém vesmíru. Ovšem v epizodě Zachraňte vojína Bendera byl Fry degradován na (podle Zappa) ještě potupnější práci – dělat sluhu Kifovi. Když měl Zapp Brannigan dočasně zákaz být kapitánem vesmírné lodi, Kif přišel o své zaměstnaní a oba si museli najít místo ve firmě Planet Express. Všechny chyby Zappa Brannigana vzala Leela na sebe a Zapp Brannigan zase dostal povolení být kapitánem vesmírné lodi, a Kif byl zase zaměstnán jeho na vesmírné lodi, přesto že chtěl zůstat v Planet Express. Kifovou přítelkyní je Amy Wong.

## Lrrr
Lrrr je vládcem na planetě Omikron Persea 8. Několikrát napadl Zemi, jeho chotí je Ndnd. Nosí rudý královský plášť. A má slabost pro televizní seriál 20. století „Svobodná právnička“. Postavu namluvil v původním anglickém znění Maurice LaMarche.

## Morbo
Morbo je televizním moderátorem, který se netají odporem vůči pozemšťanům. Moderuje spolu s pozemšťankou Lindou. Postavu namluvil Maurice LaMarche.

## Nibbler
Nibbler (také Lord Nibbler na Prima Cool přeloženo jako Diblík) je Leelin mazlíček a velvyslanec na Zemi z planety Eternium (v utajení). Jeho pravé jméno je neznámé, protože než by bylo vysloveno jen jediné písmeno z jeho jména, trilióny vesmírů by zanikly. Je extrémně žravý a má tři oči. Vylučuje temnou hmotu, která slouží jako palivo pro kosmickou loď společnosti Planet Express. Leela ho našla na planetě Vergon 6 během epizody Marná vesmírné lásky snaha.
Poprvé se Nibbler objevil už v první epizodě Vesmírný pilot 3000, kde je v záběru s frkačkou ležící na zemi vidět jeho stín. V epizodě Čtyři z rakety a pes se v flasbacku z kryocentra objeví jeho třetí oko. Zvuky, které Nibbler vydává, vytvořil Frank Welker, který také namluvil jeho hlas v dílech Tahle Země není pro blbý a Fryův smysl života.

### Život
Nibbler pochází z planety Eternium a má na Zemi důležité poslání – v rámci boje proti rase Mozků, která ohrožuje vesmír, musí dostat do roku 3000 Frye, což se mu podařilo tím, že ho pomocí falešné donášky pizzy nalákal do kryogenického ústavu a tam ho shodil do kryoboxu. Pak se v roce 3000 dostal k Leele a později při útoku Mozků (viz Tahle Země není pro blbý) s její a Fryovou pomocí odrazili společně s dalšími Nibbloriany útok Mozků na Zemi (Fryovi a Leele pak Nibbler vymazal vzpomínky). Později Fry (viz Fryův smysl života) definitivně zničil Mozky (které ho vrátili do minulosti a Fry tak srazil sám sebe do kryoboxu).

## Slim McKenzie
Slim McKenzie je "oficiální staropařmen" firmy Slurm vyrábějící stejnojmenný nápoj. Jeho vzhled nápadně připomíná slimáka. Zemře v díle Fry a továrna na Slurm, když se snaží zastavit královnu slimáků na planetě Červulon.

## Strašná želatinová hrouda
Pan Strašná želatinová hrouda je želatinového vzezření. Je cholerikem a když se neudrží, své soky jednoduše pozře. Postavu namluvil Maurice LaMarche.